# Нехтовна функція
Нехтовна функція (англ. negligible function) — функція {\displaystyle \mu (x):\mathbb {N} {\rightarrow }\mathbb {R} } така, що для кожного додатнього цілого c існує ціле Nc таке, що для всіх x > Nc,
{\displaystyle |\mu (x)|<{\frac {1}{x^{c}}}.}
Тотожно, ми можемо використовувати таке визначення:
Функція {\displaystyle \mu (x):\mathbb {N} {\rightarrow }\mathbb {R} } є нехтовною, якщо для кожного додатнього багаточлену poly(·) існує ціле Npoly > 0 такий, що для всіх x > Npoly
{\displaystyle |\mu (x)|<{\frac {1}{{\text{poly}}(x)}}.}

## Приклади
{\displaystyle |\mu (x)|<{\frac {1}{2^{x}}}} — нехтовна,
{\displaystyle |\mu (x)|<{\frac {1}{x^{1000}}}} — не нехтовна, бо якщо покласти с = 10 000, тоді {\displaystyle {\frac {1}{x^{1000}}}>{\frac {1}{x^{c}}},}
{\displaystyle f(x)={\begin{cases}{\frac {1}{2^{x}}},&x\mod 2\neq 0\\{\frac {1}{x^{1000}}},&x\mod 2=0\end{cases}}} — не нехтовна.